# Sotra
Sotra is een eiland dat voor de westkust van Noorwegen ligt, ten westen van de stad Bergen. Het heeft een oppervlakte van 246 km². De hoogste top van Sotra is Liatårnet, op 341 meter boven zeeniveau.
Het eiland is verdeeld in twee gemeenten, Fjell in het noorden en Sund in het zuiden. Sotra heeft zo'n 27.000 inwoners. De grootste plaats op het eiland is Ågotnes met 1.415 inwoners.
"Sotra" betekent "het zwarte eiland". Het werd zo genoemd omdat men vroeger vee op het eiland liet grazen en er daarom relatief weinig vegetatie op het eiland was. Een Deense versie van deze naam, Sartor, was in vroegere tijden in gebruik.
De benaming Sotra wordt ook gebruikt als verzamelnaam voor de eilandengroep Sotra, Bildøy en Lillesotra. Sotra wordt daarom ook wel Storesotra of Store Sotra ("groot Sotra") genoemd, ter onderscheid met Lillesotra ("klein Sotra").
De weg Riksvei 555, ook wel Sotraveien genoemd, loopt vanuit Bergen over twee bruggen van Lillesotra naar Sotra, om te eindigen bij Klokkarvik aan de zuidoostkant van dit eiland. Ook Riksvei 561 en Riksvei 559 lopen over Sotra.
De voormalige vesting Fjell op Sotra werd tijdens de Tweede Wereldoorlog aangelegd door de Duitse bezetters om de strategisch belangrijke haven van Bergen beter te kunnen verdedigen. De vesting is nu een rijksmonument en is sinds 1 mei 2009 geopend voor het publiek als museum.
Op 30 april 1942 werd het dorpje Telavåg op Sotra verwoest door de Duitsers, als represaille voor de dood van twee Gestapo-officieren. Alle mannen van het dorp werden geëxecuteerd of naar het concentratiekamp Sachsenhausen gestuurd.

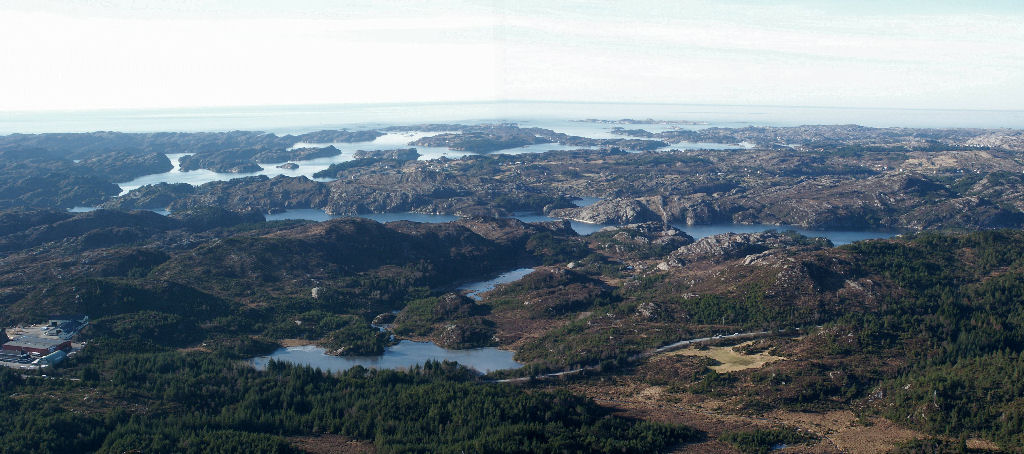
Uitzicht naar zee gezien vanaf de hoogste top van Sotra, Liatårnet, op 341 meter boven zeeniveau